# Verisäkeet
Verisäkeet (рус. «Кровавые строфы») — четвёртый студийный альбом финской группы Moonsorrow, выпущенный в 2005 году. Альбом смикширован Ahti Kortelainen & Henri Sorvali. Мастеринг осуществлялся Mika Jussila в Finnvox Studios. Обложка альбома создана Tero Salonen.

## Список композиций
| №                   | Название            | Длительность |
| ------------------- | ------------------- | ------------ |
| 1.                  | «Karhunkynsi»       | 14:00        |
| 2.                  | «Haaska»            | 14:42        |
| 3.                  | «Pimeä»             | 14:08        |
| 4.                  | «Jotunheim»         | 19:28        |
| 5.                  | «Kaiku»             | 8:19         |
| Общая длительность: | Общая длительность: | 70:37        |

## Участники записи
- Ville Sorvali — ведущий и бэк-вокал, бас, хор
- Marko Tarvonen — ударные, перкуссия, 12-струнная акустическая гитара, бэк-вокал, хор
- Mitja Harvilahti — ведущая и ритм-гитара, бэк-вокал, хор
- Henri Sorvali — ведущая и ритм-гитара, клавишные, 6-струнная акустическая гитара, аккордеон, губная гармошка, вистл, бэк-вокал, хор
- Markus Eurén — клавишные, хор

### Приглашённые участники
- Hittavainen — скрипка, йоухикко
- Frostheim — кантеле
- Blastmor — бэк-вокал
- Janne Perttilä — хор
- Jukka Varmo — хор